# HD 212495
HD 212495，又名BD+61 2291，SAO 20042、HR 8537，是一颗恒星，视星等为6.04，位于銀經106.66，銀緯4.33，其B1900.0坐标为赤經22h 19m 38.5s，赤緯+61° 4.33′ 47″。